# TT21
| F12 | s | r · D40 |

| F12 | s | r · D40 |

TT21 (Theban Tomb 21) è la sigla che identifica una delle Tombe dei Nobili ubicate nell’area della cosiddetta Necropoli Tebana, sulla sponda occidentale del Nilo dinanzi alla città di Luxor, in Egitto. Destinata a sepolture di nobili e funzionari connessi alle case regnanti, specie del Nuovo Regno, l'area venne sfruttata, come necropoli, fin dall'Antico Regno e, successivamente, sino al periodo Saitico (con la XXVI dinastia) e Tolemaico.

## Titolare
TT21 Era la tomba di:
| Titolare | Titolo                                    | Necropoli           | Dinastia/Periodo            | Note                                                               |
| -------- | ----------------------------------------- | ------------------- | --------------------------- | ------------------------------------------------------------------ |
| User     | Scriba e amministratore del re Thutmosi I | Sheikh Abd el-Qurna | XVIII dinastia (Thutmosi I) | a nord-est della collina, in basso; nei pressi e ad est della TT43 |

## Biografia
Bakt fu la moglie di User, scriba e amministratore di Thutmosi I. Nei dipinti parietali sono rappresentati due figli di cui, però, non è riportato il nome.

## La tomba
Planimetricamente TT21 rientra nei canoni tipici del periodo a "T" rovesciata. Ad un breve corridoio di accesso segue una sala trasversale sulle cui pareti sono rappresentate (1-2 e 3 in planimetria) un uomo con una giara, il defunto con la moglie e un figlio e il defunto (?) in offertorio. Seguono scene agricole (4) con giovenche intente alla trebbiatura e uomini che trasportano grano, nonché lunghi testi (5-6) (molto danneggiati) e il defunto in adorazione del dio Anubi; un altro corridoio (7) adduce a una camera ortogonale al corridoio trasversale: sulle pareti sono riportate scene del trasporto funebre (8) e del pellegrinaggio ad Abido, preti in atto di purificazione, obelischi e convegni in un giardino nonché (9) due figli del titolare (non identificabili) in atto di offertorio al defunto e alla moglie. Sulla parete opposta (10) il defunto su un carro a caccia di animali selvatici nel deserto e (11) riti propiziatori sulla mummia.
Un ulteriore passaggio consente l'accesso a una camera più interna sulle cui pareti sono riportati atti di offerta di mazzi di fiori al defunto (12-13); segue, sul lato corto a sud (14), una figlia che offre un vaso al defunto e alla moglie, scena che si ripete sul lato opposto (15). Sul fondo, quattro statue (18) rappresentanti due coppie, la cui identificazione non è indicata, affiancate (16-17) da dipinti di due figlie.

### Annotazioni
1. ↑  La numerazione dei locali e delle pareti segue quella di Porter e Moss 1927, p. 30.
2. ↑  La prima numerazione delle tombe, dalla numero 1 alla 253, risale al 1913 con l’edizione del "Topographical Catalogue of the Private Tombs of Thebes" di Alan Gardiner e Arthur Weigall. Le tombe erano numerate in ordine di scoperta e non geografico; ugualmente in ordine cronologico di scoperta sono le tombe dalla 253 in poi.
3. ↑  I campi della Duat, ovvero l'aldilà egizio, si trovavano, secondo le credenze, proprio sulla riva occidentale del grande fiume.
4. ↑  Nella sua epoca di utilizzo, l'area era nota come "Quella di fronte al suo Signore" (con riferimento alla riva orientale, dove si trovavano le strutture dei Palazzi di residenza dei re e i templi dei principali dei) o, più semplicemente, "Occidente di Tebe".
5. ↑  le Tombe dei Nobili, benché raggruppate in un'unica area, sono di fatto distribuite su più necropoli distinte.
6. ↑  Le note, sovente di inquadramento topografico della tomba, sono tratte dal "Topographical Catalogue" di Gardiner e Weigall, ed. 1913 e fanno perciò riferimento alla situazione dell'epoca.

### Fonti
1. 1 2  Porter e Moss 1927,  pp. 35-37.
2. ↑  Gardiner e Weigall 1913.
3. ↑  Donadoni 1999,  p. 115.
4. ↑  Porter e Moss 1927,  p. 35.